# Malapteruridae
Famille
Les Malaptéruridés (Malapteruridae) forment une famille de poissons-chats (ordre Siluriformes). Ils possèdent pour la plupart un organe électrique se présentant sous la forme de plaques cutanées. Certains peuvent ainsi provoquer une décharge électrique d'une tension pouvant atteindre 350 V. Cette famille recouvre deux genres, Malapterurus et Paradoxoglanis, comportant 19 espèces. On les trouve dans les eaux tropiques d'Afrique et dans le Nil. Ce sont en principe des poissons nocturnes et ils se nourrissent principalement d'autres poissons, qu'ils étourdissent grâce à des décharges électriques. Leur taille peut atteindre 1 m.

## Description
Les Malapteruridae forment le seul groupe de poissons-chats possédant des organes électrogènes complètement formés ; mais tous les poissons-chats disposent très souvent d'organes électrorécepteurs. L'organe électrique est une excroissance des muscles antérieurs et affecte la forme de l'animal. Ces poissons, qui n'ont ni nageoire dorsale ni arêtes de nageoire, possèdent trois paires de barbillons (la paire nasale est absente). Leur vessie natatoire présente des cloisons postérieures allongées : elles sont au nombre de deux chez Malapterurus, et de trois chez Paradoxoglanis.
Leur taille peut atteindre 1 m en longueur et ils peuvent peser jusqu'à 20 kg, ; mais toutes les variétés de Paradoxoglanis sont de taille bien inférieure. La plupart des malaptérurides sont des espèces naines, dont la taille est inférieure à 30 cm.

## Comportement avec l'Homme
Le poisson-chat du Nil était familier aux Égyptiens. Les anciens, selon certains récits, s'en servaient pour le traitement d'affections nerveuses. Ils n'utilisaient pour cela que les individus les plus petits, la décharge électrique pouvant aller jusqu'à 300 et même 400 volts, quoique ces décharges électriques ne soient pas a priori dangereuses pour l'Homme. Les Égyptiens ont représenté cet animal sur leurs fresques, mais la première représentation connue d'un poisson-chat se trouve sur une palette d'ardoise représentant un chef Égyptien prédynastique, Narmer, vers 3100 av. J.-Chr. Le médecin arabe ʿAbd al-Latîf signalait déjà ses propriétés électriques : il lui donne le nom évocateur de raad, abo el raash, el raad ou raash, qu'on peut rendre par « foudre » (littéralement « qui fait trembler » or « qui secoue »).

## Liste des genres
Selon FishBase (29 octobre 2017), World Register of Marine Species (29 octobre 2017) et ITIS (29 octobre 2017) :
- genre Malapterurus Lacepède, 1803
- genre Paradoxoglanis Norris, 2002